# Mặt trận Đoàn kết Dân tộc Cứu nước Campuchia

KUFNS đã hồi sinh lá cờ được thông qua bởi Khmer Issarak trong thời kỳ kháng chiến chống Pháp, tuyên bố đó là lá cờ của chính phủ Cộng hòa Nhân dân Campuchia.

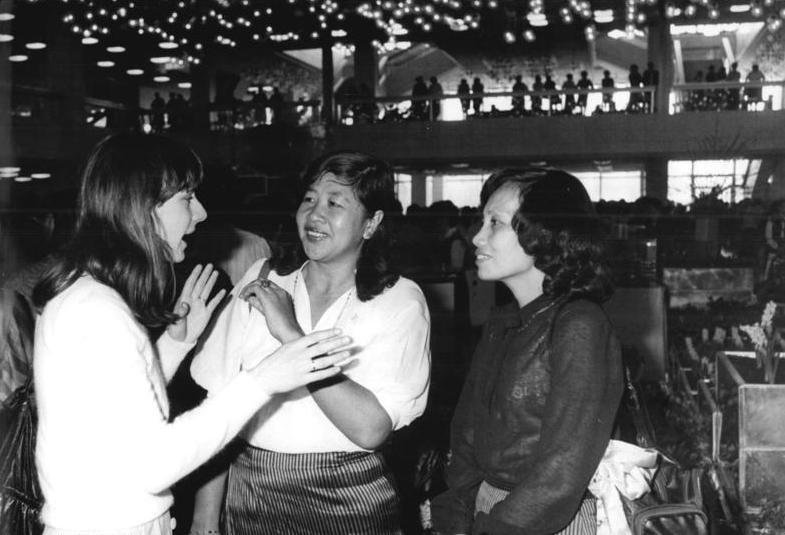
Lãnh đạo Hiệp hội Phụ nữ Cách mạng Campuchia (KRWA) Nuth Kim Lay và Res Sivanna tại Đông Đức tại Liên đoàn Phụ nữ Dân chủ Đức - Đại hội năm 1987

Mặt trận Đoàn kết Dân tộc Cứu nước Campuchia (hay Khmer) (tiếng Khmer: រណសិរ្សសាមគ្គីសង្គ្រោះជាតិកម្ពុជា; KUFNS), thường được gọi đơn giản là Mặt trận Cứu nước hoặc bằng từ viết tắt tiếng Pháp FUNSK (Front Uni National pour le Salut du Kampuchéa), là hạt nhân của một chế độ mới của Campuchia sẽ lật đổ Khmer Đỏ và sau đó thành lập Cộng hòa Nhân dân Campuchia (PRK).

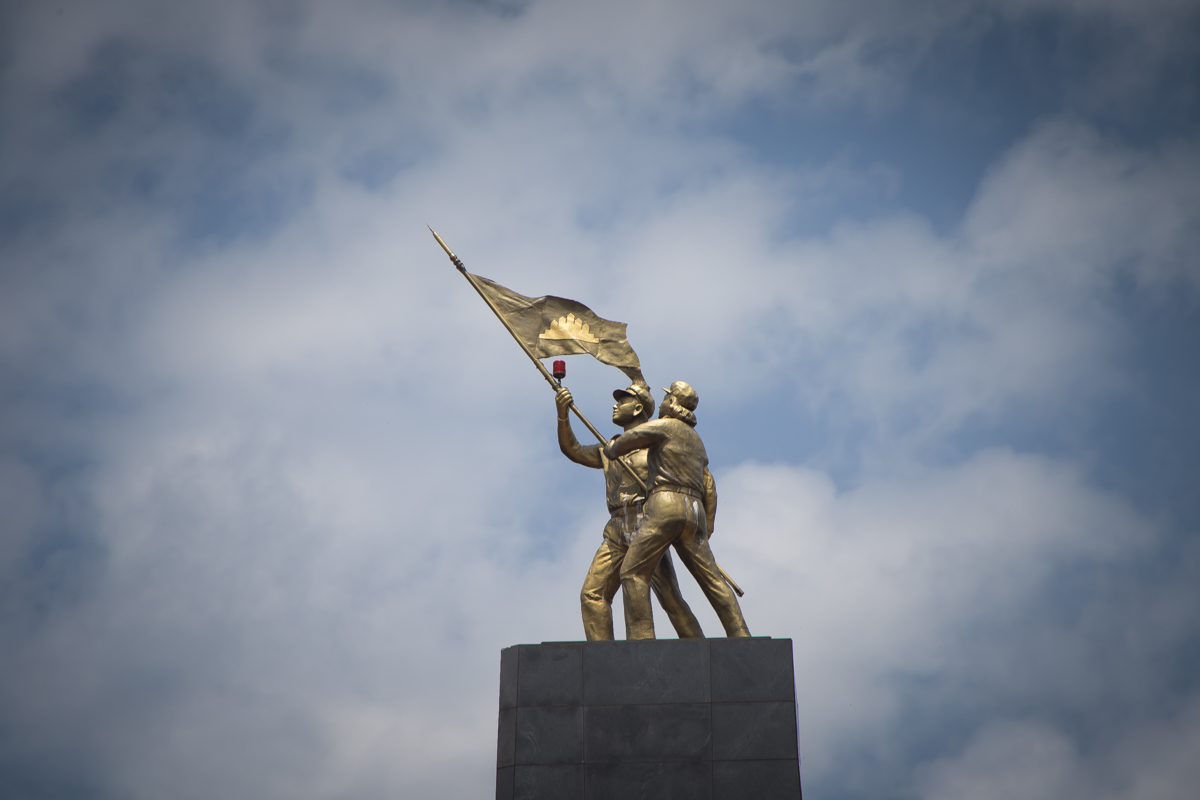
Đài tưởng niệm ngày 2 tháng 12 để kỷ niệm thành lập Mặt trận Đoàn kết vì sự phát triển của Tổ quốc Campuchia (SFDCM).

## Lịch sử
Tổ chức thành lập ngày 2 tháng 12 năm 1978 tại tỉnh Kratié gần biên giới với Việt Nam tại một cuộc họp của bảy mươi người Campuchia bất đồng chính kiến quyết tâm lật đổ chính quyền Pol Pot. Heng Samrin được bầu chọn là lãnh đạo của mặt trận và trong vài tuần, ảnh hưởng của tổ chức lan rộng ra cả hai bờ biên giới. Mặt trận là một tổ chức chính trị quân sự Campuchia hợp pháp hóa việc Việt Nam đưa quân vào Campuchia, khiến chính quyền Pol Pot sụp đổ. Nó mang lại nền tảng của nhà nước mới mang tên Cộng hòa Nhân dân Campuchia sau đó tái thiết đất nước tan vỡ và tuyệt vọng. Tổ chức này trải qua nhiều lần thay đổi tên khác nhau vì nó đã mở rộng và thích nghi với thực tế lịch sử khác nhau ở Campuchia.